# Pod sretnom zvijezdom
Pod sretnom zvijezdom je hrvatska telenovela snimana 2011.

## Sinopsis
Elizabeta „Beti” Vrban za svoj jubilarni, četrdeseti rođendan okuplja bliske prijateljice u jednom zagrebačkom restoranu. Svaka od žena poželi jednu želju u vreme gašenja rođendanskih svјećica, nesvјesna da će se njihove želje već idućeg dana početi ostvarivati. Međutim, te želje nisu baš onakve kakve su ih poželјele.

## Uloge

### Glavne uloge
| Glumac:              | Uloga:                 |
| -------------------- | ---------------------- |
| Mila Elegović        | Elizabeta „Beti” Boras |
| Linda Begonja        | Nina Herceg            |
| Mirna Medaković      | Tonka Herceg           |
| Sandra Lončarić      | Suzana Ivanović        |
| Hrvoje Barišić       | Krešo Ivanović         |
| Ranko Zidarić        | Martin Vrban           |
| Zijad Gračić         | Egon Martinović        |
| Robert Kurbaša       | Vedran Gallo           |
| Petar Ćiritović      | Slaven Nikolić         |
| Mirjana Majurec      | Nera Nikolić           |
| Dean Krivačić        | Zlatko Boras           |
| Nela Kočiš           | Fanika                 |
| Neda Arnerić         | Zora Martinović        |
| Tara Rosandić        | Marta Fijan            |
| Katarina Čas         | Ena Kolar              |
| Tamara Loos          | Silvija Vrban          |
| Anita Dujić          | Marina Boras           |
| Mia Biondić          | Dina Nikolić           |
| Marko Cindrić        | Ivo Nikolić            |
| Nikša Marinović      | Adam Nikolić           |
| Barbara Nola         | Božena Fijan           |
| Aleksandar Srećković | Miljenko „Miki” Kovač  |
| Jasmin Mekić         | Kruno                  |
| Petra Kurtela        | Vesna Bilić            |

### Gostujuće uloge
po abecednom redu
- Alan Katić — Luka
- Aljoša Vučković — Stjepan Kos
- Boris Miholjević — Vlastin urednik
- Csilla Barath Bastaić — Vlasta Dedić
- Darko Janeš — savjetnik Milić
- Davor Garić — diler Mišo
- Davor Janjić — Bojan Bartol
- Dunja Šepčić Bogner — profesorka
- Đorđe Kukuljica — savjetnik Tomas
- Filip Nola — istražilac Švarc
- Ines Cokarić — Branka
- Ivana Krizmanić — Majda
- Ivica Gunjača — političar
- Jadranka Matković — vračara
- Jelena Rozga — Jelena Rozga
- Krunoslav Belko — Marinin doktor
- Maja Petrin — Biba
- Marija Krpan — Mira
- Marinko Leš — Toni
- Mario Valentić — Frane Kapelo
- Mirna Maras — Ksenija
- Nada Klašterka — gospođa Franck
- Olga Pivec — Ninina stanodavka
- Robert Bošković — doktor
- Romina Vitasović — Lidija
- Svjetlana Magdić — voditeljka kantine
- Šime Zanze — Dinin doktor
- Vanesa Radman — Sibila
- Zrinka Kušević — Maja Kapelo
- Zvonimir Torjanac — Miro Frank

## Emitovanje
- Premijera serije bila je 13. marta 2011. na bosanskohercegovačkim TV kanalima RTRS i FTV, dan prije premijere u zemlji porijekla.
- U Hrvatskoj je serija započela sa prikazivanjem 14. marta 2011. na Novoj TV sa početkom u 18.10. Reprize epizoda emitovane su sestrinskom kanalu Nove TV, Doma TV, sa početkom od 21.00.
- U Crnoj Gori, serija je krenula sa prikazivanjem 14. marta na RTV Atlas, u terminu 21.00.

## Zanimljivosti
- Prva serija autorke Diane Pečkaj Vuković prikazivana na Novoj TV. Prethodne serije iste autorke emitovane na Hrvatskoj radio-televiziji (Ljubav u zaleđu, Sve će biti dobro, Dolina sunca).
- Mirna Medaković, Sandra Lončarić, Ranko Zidarić, Zijad Gračić, Robert Kurbaša, Petar Ćiritović, Dean Krivačić, Barbara Nola, Nikša Marinović, Đorđe Kukuljica, Mario Valentić i Romina Vitasović zajedno su nastupali u seriji Dolina sunca, koja je snimana tokom 2009. i 2010.
- Prva uloga srpske glumačke veteranke Nede Arnerić u hrvatskoj seriji.
- Iako je u početku bilo najavljeno da će serija imati 260 epizoda, Nova TV je zbog nezadovoljavajuće gledanosti skratila porudžbinu na 75 epizoda.

## Muzika
Naslovna numera Pamtim samo sretne dane je jugoslovenski muzički klasik te veliki hit koji je početkom ’80-ih pevala Gabi Novak. Autori su Kemal Monteno i Arsen Dedić. Za potrebe serije snimljena je posebna verzija pjesme u novom aranžmanu, koji je napravio Ante Gelo uz pomoć Arsena Dedića, a koji se u pjesmi pojavljuje i glasom. Obradu pjesme otpjevala je pjevačica Ivana Starčević.